# Bahnstrecke Amstetten–Gerstetten
| Streckennummer: | 9470                         |                                      |                                      |
| Kursbuchstrecke (DB): | 758, früher 906, 320s (1956) |                                      |                                      |
| Kursbuchstrecke: | 325m (1946)                  |                                      |                                      |
| Streckenlänge: | 19,93 km                     |                                      |                                      |
| Spurweite: | 1435 mm (Normalspur)         |                                      |                                      |
| |                              |                                      |                                      |
| \| \| \| von Stuttgart \| \| \| \| 0,00 \| Amstetten (Württ) Lokalbahn \| 581 m \| \| \| \| nach Laichingen \| \| \| \| \| nach Neu-Ulm \| \| \| \| 0,60 \| Anschluss Steinbruch \| Anschluss Steinbruch \| \| \| 3,40 \| Anschluss Bundeswehr-Lager Amstetten \| Anschluss Bundeswehr-Lager Amstetten \| \| \| 5,10 \| Stubersheim \| 679 m \| \| \| 7,40 \| Schalkstetten \| 688 m \| \| \| 10,00 \| Waldhausen (b Geislingen) \| 672 m \| \| \| 14,60 \| Gussenstadt \| 666 m \| \| \| 15,30 \| Gussenstadt Siedlung \| Gussenstadt Siedlung \| \| \| 16,60 \| Anschluss Bundeswehr-Depot Steinheim \| Anschluss Bundeswehr-Depot Steinheim \| \| \| 19,93 \| Gerstetten \| 635 m \| |                              |                                      |                                      |
| Strecke |                              | von Stuttgart                        | von Stuttgart                        |
| Bahnhof | 0,00                         | Amstetten (Württ) Lokalbahn          | 581 m                                |
| Abzweig geradeaus und nach rechts |                              | nach Laichingen                      | nach Laichingen                      |
| Abzweig geradeaus und nach rechts |                              | nach Neu-Ulm                         | nach Neu-Ulm                         |
| Abzweig geradeaus und ehemals nach rechts | 0,60                         | Anschluss Steinbruch                 | Anschluss Steinbruch                 |
| Abzweig geradeaus und von links | 3,40                         | Anschluss Bundeswehr-Lager Amstetten | Anschluss Bundeswehr-Lager Amstetten |
| Bahnhof | 5,10                         | Stubersheim                          | 679 m                                |
| Bahnhof | 7,40                         | Schalkstetten                        | 688 m                                |
| Bahnhof | 10,00                        | Waldhausen (b Geislingen)            | 672 m                                |
| Bahnhof | 14,60                        | Gussenstadt                          | 666 m                                |
| Haltepunkt / Haltestelle | 15,30                        | Gussenstadt Siedlung                 | Gussenstadt Siedlung                 |
| Abzweig geradeaus und nach links | 16,60                        | Anschluss Bundeswehr-Depot Steinheim | Anschluss Bundeswehr-Depot Steinheim |
| Kopfbahnhof Streckenende | 19,93                        | Gerstetten                           | 635 m                                |

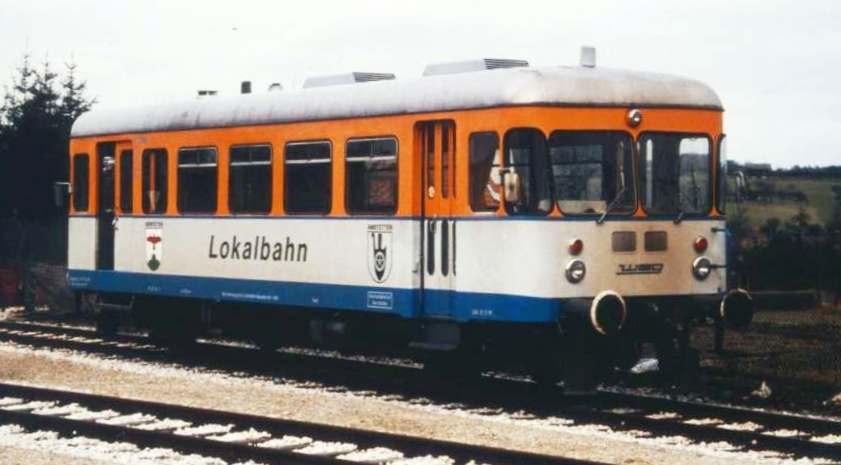
Triebwagen T05 der WEG im Bahnhof Gerstetten

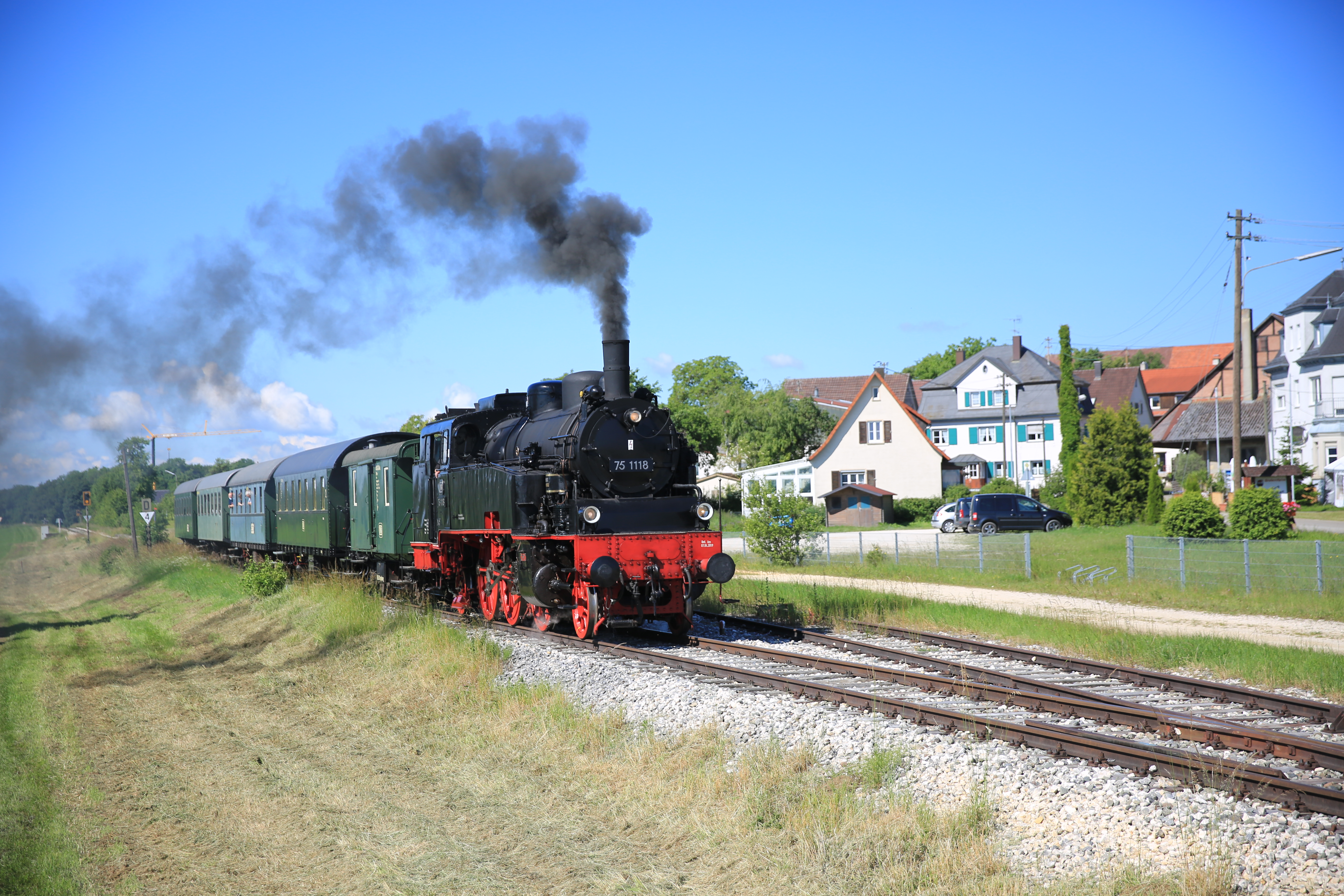
Dampfzug im Bahnhof Stubersheim

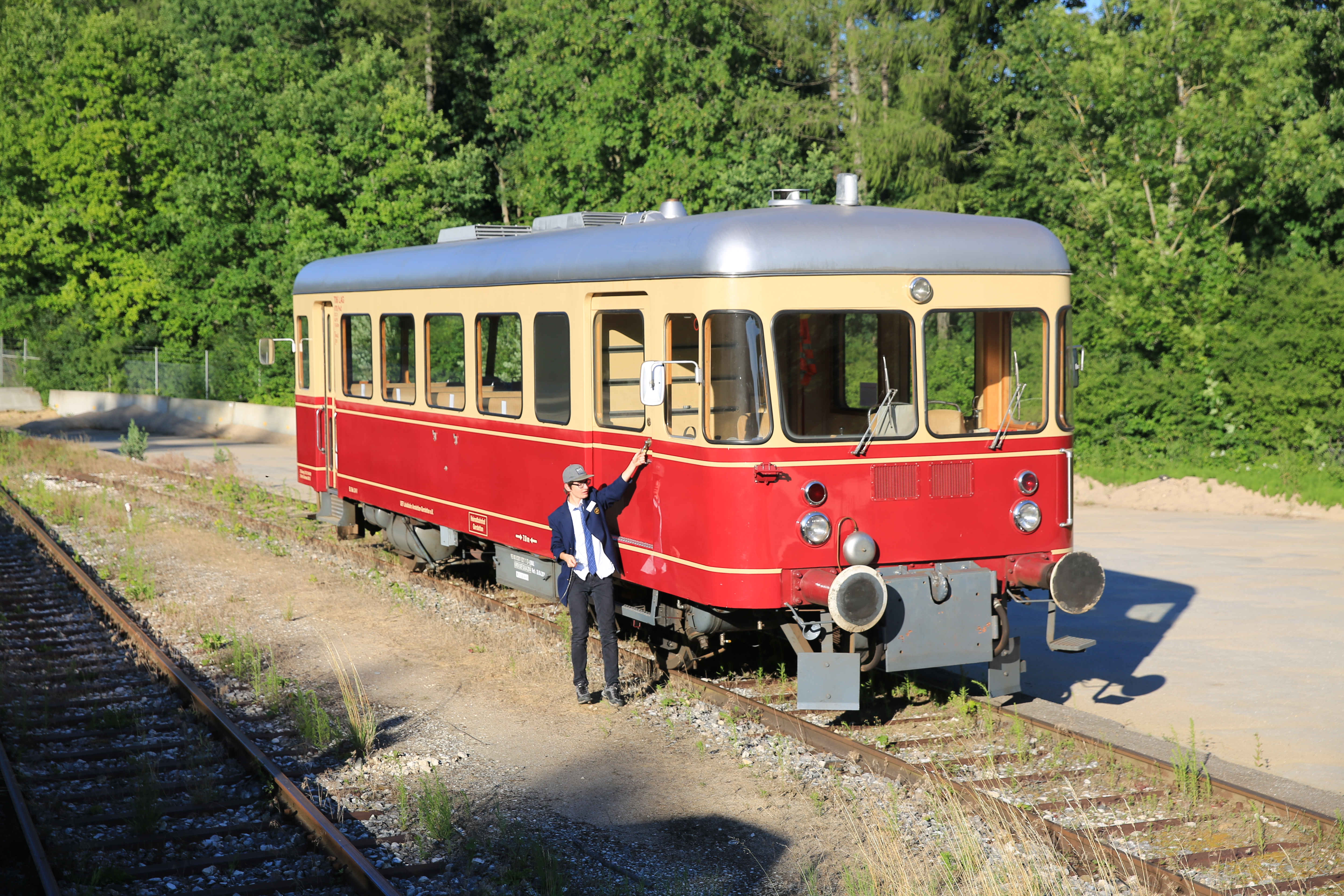
1956 für die Württembergische Eisenbahn-Gesellschaft erbaut, war der T06 immer wieder als Aushilfsfahrzeug auf der Strecke im Einsatz. Seit 2006 ist er wieder betriebsfähig.

Die Bahnstrecke Amstetten–Gerstetten ist eine 19,93 Kilometer lange normalspurige Nebenbahn auf der Schwäbischen Alb in Baden-Württemberg. Sie zweigt in Amstetten (Württ), dem oberen Endpunkt der Geislinger Steige, von der Filstalbahn ab und führt nach Gerstetten. Die Strecke wurde am 1. Juli 1906 von der Württembergischen Eisenbahn-Gesellschaft (WEG) eröffnet. Der tägliche Personenverkehr wurde am 1. März 1996 aufgegeben.
Seitdem findet der Personenverkehr auf der Strecke nur noch während der Sommersaison an Sonn- und Feiertagen statt. Seit 2021 verkehrt planmäßig ein NE-81-Triebwagen der Schwäbischen Alb-Bahn (SAB) zum Regeltarif als Regionalbahn-Linie RB 58. Mehrmals pro Monat verkehren der Dampfzug und der historische Dieseltriebwagen T06 der Ulmer Eisenbahnfreunde (UEF).

## Geschichte
Durch Gerstetten führten über Jahrhunderte bedeutende Handelswege. Als mit der Filstalbahn von Stuttgart nach Ulm und der Brenzbahn von Aalen nach Ulm Eisenbahnstrecken abseits des Ortes entstanden, erlebte die Gemeinde in der zweiten Hälfte des 19. Jahrhunderts einen wirtschaftlichen Niedergang. Ein Bürgerverein bemühte sich ab 1896 intensiv um einen Eisenbahnanschluss. Als 1899 auch private Bahngesellschaften zugelassen wurden, rückte Gerstettens Anschluss an das Schienennetz in greifbare Nähe. 1901 fanden die ersten Gespräche mit der Württembergischen Eisenbahn-Gesellschaft statt, die jedoch nur an einem Anschluss an die Filstalbahn in Amstetten interessiert war und nicht an der von der Gemeinde Gerstetten anvisierten Querverbindung von Amstetten über Gerstetten nach Herbrechtingen an der Brenzbahn. 1903 kam es schließlich zum Vertragsabschluss über den Bau und Betrieb der Strecke von Gerstetten nach Amstetten, die dann von Dezember 1904 bis Juni 1906 erbaut wurde. Die feierliche Eröffnung erfolgte am 1. Juli 1906. Eine Verlängerung der Strecke nach Herbrechtingen war in den folgenden Jahren immer wieder in der Diskussion, wurde aber nie verwirklicht.
Ab 1956 kam auf der Strecke ein einzelner Dieseltriebwagen zum Einsatz, der T05.
Im Zuge der Modernisierungsmaßnahmen, die ab 1985 durch kommunale Finanzhilfe möglich wurden und der Strecke das Leben verlängerten, wurde der Triebwagen T05 neu lackiert und mit dem Schriftzug „Lokalbahn“ versehen. Fortan erschien die Strecke auch im Kursbuch der Deutschen Bundesbahn bis zu ihrer Einstellung mit dem kursiv geschriebenen Zusatz „Lokalbahn“, der als Eigenname zu deuten ist. Bis dahin wurde sie immer als „Nebenbahn“ bezeichnet, „Lokalbahnen“ wurden in Württemberg keine konzessioniert.
Durch den Wegfall von Subventionen sah sich die WEG 1996 gezwungen, den Betrieb nach 90 Jahren einzustellen. Im Jahr 1997 übernahmen die Ulmer Eisenbahnfreunde die Strecke, auf der bereits seit 1976 saisonal Fahrten mit historischen Eisenbahnfahrzeugen stattfanden. Nach Übernahme der Strecke gab sich der Verein eine neue Struktur. Seit 1999 ist nun dessen indirekte Sektion, der UEF Lokalbahn Amstetten-Gerstetten e. V., im Besitz der Strecke. Der Verein ist mit der dazugehörigen UEF Verkehrsgesellschaft sowohl als Eisenbahnverkehrsunternehmen als auch mit der im März 2019 gegründeten Lokalbahn Betriebsgesellschaft als Eisenbahninfrastrukturunternehmen tätig. Sämtliche Arbeiten des Vereins werden ehrenamtlich durchgeführt.
Der historische Zugverkehr wird mit der Dampflokomotive 75 1118 beziehungsweise dem historischen Triebwagen T06 durchgeführt.
Der Güterverkehr war ein finanzielles Standbein des Streckenbetriebs, Hauptkunde war zuletzt die Bundeswehr. Im Jahr 2013 wurde der Güterverkehr auf der Strecke in das ehemalige Bundeswehrdepot reaktiviert, die Bedienung des Gleisanschlusses erfolgte drei- bis sechsmal die Woche. Transportiert wurde in der Regel Sand, der für den Bau der Neubaustrecke Wendlingen–Ulm benötigt wurde. Sehr positiv hat sich daher die Übernahme des ehemaligen Übergabebahnhofs zur Staatsbahn in Amstetten (Württ) durch den UEF Lokalbahn Amstetten-Gerstetten e. V. entwickelt, da die Gleise als Abstellanlage der Güterwagen genutzt werden können.